# ماریو سیلتی
ماریو سیلتی (ایتالیایی: Mario Siletti؛ ‏ ۲۲ ژوئیهٔ ۱۹۰۳ – ۱۹ آوریل ۱۹۶۴) هنرپیشه اهل ایتالیا بود.
از فیلم‌هایی که وی در آن نقش داشته‌است می‌توان به ۴ نفر برای تگزاس، لبه تیغ، ثاندر بی، شرق بهشت، خانه‌ای در تلگراف هیل، کاراسوی بزرگ، سه سکه در چشمه، چهار قدم در ابرها، برخورد در شب، بحران، دختر عموی من ریچل، مردی در سایه، دو شب با کلئوپاترا، توتو تارزان، تاکسی، حمل و نقل، ناپلئون، جانی کول و عاشق مجنون‌وار اشاره کرد.